# Lokomotivfører
Lokomotivfører er betegnelsen for den, der betjener et togs trækkraft (tidligere altid et lokomotiv). Betegnelser som motorfører og elektrofører (S-tog) har også været anvendt.
Togføreren er ansvarlig for togpersonalet (billetterings- og servicepersonale). Betegnelsen anvendes ofte som dækkende lokomotivføreren.
Oprindelig var lokomotivføreren ansvarlig for togets fremførelse, betjente lokomotivet og fremførte toget efter signalernes og togførerens anvisninger, medens togføreren var ansvarlig for togets førelse og sikkerhed. Det indebar bl.a. at det var togføreren, der skulle indhente tilladelse til passere et signal, der viste "stop" og i forbindelse med passagen skulle togføreren tage ophold på lokomotivet.
Se også:
- Lokomotivfyrbøder
- Togfører